# Vent anabatique
Pour les articles homonymes, voir Vent (homonymie).

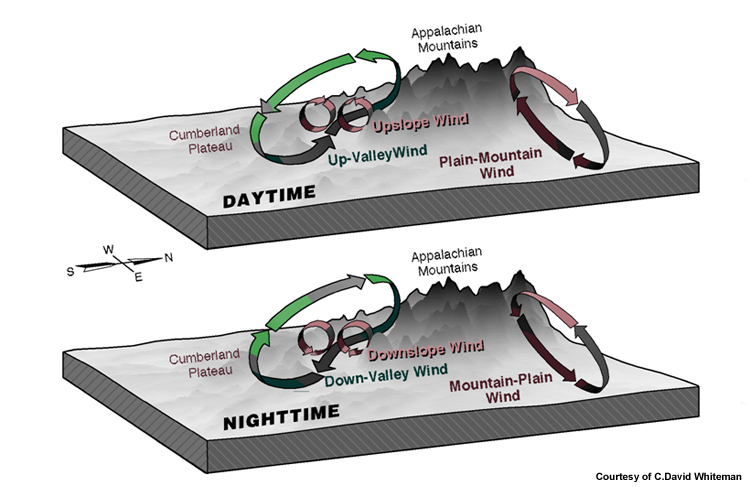
Schéma d'un vent anabatique en haut.

Un vent anabatique, du grec ancien anabatos, est un vent ascensionnel d'une masse d'air le long d'un relief géographique dû au réchauffement de celui-ci. Diverses conditions météorologiques peuvent créer un vent anabatique, mais il s'agit toujours de la formation d'une différence de température entre les masses d’air au-dessus des vallées et celles réchauffées sur leurs pentes qui cause une circulation d’air. Il est donc aussi appelé vent de pente.

## Mécanisme

### Principe
Il s'agit d'un phénomène de brise de pente, mais à l'inverse du vent catabatique qui est entrainé par un refroidissement, le vent anabatique est entrainé par un réchauffement.
Le vent anabatique ressemble à la brise de mer. Dans les vallées, l'insolation solaire varie avec l'heure et le matin celle-ci est à angle plus ou moins rasant, et peut même se trouver dans l'ombre du relief, ce qui réchauffe lentement le sol. L'air au-dessus de la vallée va lui aussi se réchauffer lentement par conduction.
Par contre, les pentes qui font face au soleil se réchauffent plus rapidement. À une altitude similaire au-dessus de la vallée et près de la pente, la température de l'air de la pente sera donc plus chaude que celle adjacente. Par convection, l'air chaud sera donc en instabilité et subira une poussée d'Archimède vers le haut.
Le départ de cet air cause alors une baisse de pression locale le long de la pente par rapport à la pression dans la vallée. L'air dans cette dernière doit donc remonter la pente pour égaliser la pression ce qui cause le vent.
On notera que l'effet de massif entretient le vent anabatique durant la journée. Il est démontré qu'à minuit, l'air à proximité du sol en montagne est plus froid de 1 K à 2 K que l'air libre à la même altitude en plaine et réciproquement, à midi, l'air à proximité du sol des montagnes est plus chaud de 1 K à 2 K que l'air libre environnant. En outre, le gradient de la température du sol {\displaystyle {dT_{s} \over dz}} est légèrement hyperadiabatique et vaut entre 10 K/km et  11 K/km ce qui aide à la formation de vents anabatiques.

### Modèle de Prandtl
Par temps ensoleillé, la face exposée au soleil d'une colline devient plus chaude que l'air environnant et cause l'ascendance donnant le vent anabatique. Selon la théorie établie par Ludwig Prandtl avec un modèle unidimensionnel utilisant l'approximation de Boussinesq, la vitesse du vent du vent anabatique est la suivante, :
{\displaystyle u={b(0) \over 2N}{\sqrt {K_{h} \over K_{m}}}e^{-\lambda Z \over {\sqrt {2}}}\sin \left({\lambda Z \over {\sqrt {2}}}\right)}
- s est l'angle de la pente
- {\displaystyle b(0)=g\Delta T/T} : : flottabilité.
- Δ T: Différence de température avec l'air environnant
- T température de l'air environnant.
- N: Fréquence de Brunt-Väisälä
- Kh = Km = 3 m2/s : coefficients de mélange correspondant au mélange turbulent[7].
- Z hauteur perpendiculaire à la pente
- {\displaystyle \lambda =\left({N^{2}\sin ^{2}s \over K_{m}K_{h}}\right)^{1 \over 4}}

En supposant une pente de 30 degrés (s = π/6) et une différence de température de 6 K (les falaises exposées au soleil peuvent devenir nettement plus chaudes que l'air environnant), une température de 300 K et une fréquence de
Brunt-Väisälä de 102 la vitesse maximale du vent sera de 5.26 m/s ce qui correspond à une composante verticale de 2.7 m/s. Ce vent anabatique devrait donc assurer une ascendance suffisante pour que le planeur fût capable de gagner de l'altitude. L'épaisseur de la zone ascendante est de l'ordre de 100 mètres.

## Effets

### Nuages
La température de l'air qui remonte la pente diminue à cause du changement de pression par détente adiabatique. La vapeur d'eau contenue dans cet air ne change pas mais l'humidité relative augmente à mesure que la température baisse. Lorsque l'air arrive à saturation, il y formation de nuages. Si l'ascension se poursuit, des précipitations apparaissent. Les nuages seront de types convectifs (cumulus à cumulonimbus).

### Vol
Les vents anabatiques sont recherchés par les oiseaux migrateurs pratiquant le vol plané et par les amateurs de vol à voile car ils sont de nature ascensionnelle,. Ils engendrent une ligne d'ascendances le long d'une pente exposée au soleil qui est très semblable à une ascendance dynamique causée par un flux perpendiculaire à la pente. Comme cette ascendance est de nature thermique, les ascendances peuvent s'élever nettement au-dessus de la ligne de crête. Les effets les plus marqués se situent sur les flancs sud et ouest des collines car d'une part l'air est plus chaud l'après-midi et donc les ascendances se formeront plus facilement et d'autre part, aux latitudes tempérées, les vents dominants sont de secteur ouest ce qui facilite la formation d'ascendances. En outre, en montagne, comme les ascendances partent d'un point plus élevé, la base des nuages sera aussi plus élevée. Si la base des cumulus (ou stratus) est au-dessous de la ligne de crête, le vol dans les nuages est à proscrire car le pilote risquerait alors de percuter une montagne. De plus, dans de nombreux pays, le vol dans les nuages est interdit aux planeurs.